# Yo soy Bea
Yo soy Bea è una telenovela spagnola. È il remake spagnolo della telenovela colombiana Betty la fea.
È stata trasmessa da Telecinco.
La trama, rispetto all'originale telenovela colombiana, è molto simile, anche se i profili dei personaggi e le loro vicende sono state adattate per l'audience spagnola.
In Spagna la serie ebbe grande successo e grandi record di ascolti.

## Trama

### Prima parte
Beatriz Perez Pinzon, chiamata da tutti Bea, è una ragazza di 26 anni che vive a Madrid, molto intelligente, laureata, che parla cinque lingue (spagnolo, francese, italiano, inglese, tedesco), ma che non trova lavoro a causa del suo aspetto poco curato e del suo abbigliamento estremamente fuori moda.
Un giorno trova lavoro alla nota rivista di moda Bulevar 21. Viene assunta alla Bulevar 21 perché Alvaro Aguilar, il proprietario dell'azienda, era stanco di avere segretarie belle ma poco intelligenti. Ma per Bea non sarà facile dimostrare la sua professionalità perché avrà vari nemici come Barbara Ortiz, impiegata che lavora nel reparto grafica molto bella ma poco intelligente il cui obbiettivo è quello di trovare un marito ricco che la mantenga, Cayetana de la Vega fidanzata di Alvaro, azionista dell'azienda e migliore amica di Barbara, infatti si serve di lei per controllare gli spostamenti del fidanzato, e infine Richard il direttore creativo, un ottimo professionista che però giudica le persone in base alla loro bellezza.
Bea avrà anche alcune amiche che sono le impiegate appartenenti alla banda delle racchie.
Ma all'interno del Bulevar vi sono delle lotte interne, Diego de la Vega, fratello di Cayetana e anch'esso azionista dell'azienda, è un uomo egocentrico e ambizioso che vuole impossessarsi dell'azienda; Sandra de la Vega, sorella di Cayetana e Diego, sparisce misteriosamente dopo una notte d'amore con Alvaro, e riapparirà qualche tempo dopo all'interno dell'azienda con una nuova identità, come Sonsoles, una donna delle pulizie, per spiare le attività dei suoi parenti, ed entrerà a far parte della banda delle racchie. Bea si innamora di Alvaro, ma questo amore sembra impossibile.
Alvaro, per evitare che Diego si impossessi dell'azienda, decide di farla ipotecare ad un'azienda fittizia chiamata 21 Servizi editoriali e di metterla sotto nome di Bea, ma temendo che la sua segretaria possa impossessarsi dell'azienda, approfitta dell'amore che lei prova per lui per sedurla e aprire una relazione clandestina con lei. Bea crede che Alvaro sia realmente innamorato di lei, ma un giorno, sentendo una conversazione tra lui e Gonzalo, il suo migliore amico, scopre la verità. A questo punto, Sandra, che spiando i suoi parenti sapeva tutto, rivela a Bea la sua vera identità e le racconta tutta la sua storia. Così Bea per vendicarsi di Alvaro fonda insieme a Sandra un'azienda di nome E.L.S.A. con il denaro della Bulevar 21. Bea viene arrestata per appropriazione indebita denunciato da Diego, che aveva saputo tutto, mentre Alvaro, ingannato dai genitori e convinto dal suo amico Gonzalo, fugge nella Repubblica Dominicana per sfuggire alla giustizia. Dopo essersi reso conto di essere innamorato di Bea e di essere stato ingannato, Alvaro torna a Madrid, si auto incolpa di tutto, e cede tutte le sue azioni a Diego in cambio del ritiro della denuncia.
Durante la permanenza di Alvaro, Bea conobbe Nacho, un uomo che la corteggia. All'inizio Bea rifiuterà la sua corte, ma quando Alvaro venne liberato, Bea decide di avere una relazione con Nacho, ma lui l'abbandonerà quando capirà che la ragazza è ancora innamorata di Alvaro.
Sandra cede tutte le sue azioni a Bea. Intanto Beatriz Berlanga, chiamata da tutti Be, una giovane ragazza di 25 anni che decide di lavorare al Bulevar 21 per dimostrare ai suoi genitori di saper vivere autonomamente, diventa la migliore amica di Bea e la trasforma in una bellissima donna.
Alvaro per riprendersi l'azienda decide di instaurare una falsa alleanza con Diego, in modo da recuperare Bulevar 21. Si allea con il banchiere Echegaray, e riescono a comprare la rivista a Diego e riesce a fare arrestare quest'ultimo per corruzione di un funzionario croato. La sua intenzione era quella di nominare Bea direttrice generale di Bulevar 21, ma quando quest'ultima rifiuta e constata che sta per perderla rinunciò, perché senza Bea Bulevar 21 non avrebbe avuto senso.
Infine Alvaro dà a Bea il suo diario. E grazie al diario Bea capisce che Alvaro si è realmente innamorato di lei, così i due si sposano e vanno a vivere a Miami.

### Seconda parte
Dopo che Alvaro e Bea si sono stabiliti a Miami, Be, la migliore amica di Bea che l'aveva trasformata in una bellissima donna, diventa la nuova protagonista.

## Cast

### Prima stagione
- Ruth Núñez: Beatriz "Bea" Pérez Pinzón
- Alejandro Tous: Álvaro Aguilar Velasco
- Mónica Estarreado: Cayetana "Caye" de la Vega
- Norma Ruiz: Bárbara Ortíz Martín
- José Manuel Seda: Gonzalo de Soto
- David Arnaiz: Ricardo "Richard" López de Castro
- Ana Milán: Sandra de la Vega/Sonsoles Prieto
- Roberto Correcher: Santiago "Santi" Rodríguez
- Juan Lombardero: Francisco Aguilar
- Israel Rodriguez: José Ramón "Jota" López
- Aure Sánchez: Benito Lozano
- Berta de la Dehesa: Jimena Fernández
- Inma Isla: Elena Puente
- Carmen Ruiz: María Jesús "Chusa" Suárez
- Miguel Hermoso Arnao: Diego de la Vega
- Ana María Vidal: Maria del Carmen "Titina" Velasco
- Fedra Lorente: Margarita "Marga" Vivales
- Vicente Cuesta: Carmelo Pérez
- Borja Tous: Saúl Gutiérrez
- Ismael Fritschi: Mustang Sally
- Amanda Marugán: Paula Prieto/Paula de la Vega
- Eva Higueras: Andrea Benavente
- Eva Marciel:  Olga Aranzadi
- Ángeles Martín: Rosalía Martín "La Chali"
- Emmanuel Esparza: Ignacio Goñi "Nacho"
- Sofía Monreal: Purificación González "La Puri"
- Carlos Manuel Díaz: Daniel Echegaray Senior
- Jorge Lucas: Daniel Echegaray "Eche"

### Seconda stagione
- Mónica Estarreado: Cayetana "Caye'" de la Vega
- Miguel Hermoso Arnao: Diego de la Vega
- Patricia Montero: Beatriz "Be" Berlanga Echegaray
- Álex Adróver: Roberto Vázquez Díaz
- David Arnáiz: Ricardo López de Castro "Richard"
- Ángeles Martín: Rosalía Martín "La Chali"
- Inma Isla: Elena Puente
- Aure Sánchez: Benito Lozano
- Rocío Peláez: Adriana Luque
- Santiago Roldán: Aníbal
- Borja Tous: Saúl Gutiérrez
- Emmanuel Esparza: Ignacio Goñi "Nacho"
- Sofía Monreal: Purificación González "La Puri"
- Jorge Lucas: Daniel Echegaray "Eche"
- María José Goyanes: Alicia Echegaray vedova de Berlanga
- Fedra Lorente: Margarita "Marga" Vivales
- Miguel de Miguel: César Villa
- Carlos Manuel Díaz: Daniel Echegaray Senior
- Ana María Vidal: Maria del Carmen "Titina" Velasco vedova de Aguilar
- Elena de Frutos: Alexia "Alex"
- Raquel Meroño: Isabel Rocamora
- Marc Parejo: Ángel Nogales
- Rebeca Badía Benlloch: Noelia Abad
- Julio Vélez: Claudio Luque
- Noelia Rosa:  Remedios "Reme"
- Adrián Lamana: Manuel "Lolo" López de Castro
- José María Sacristán: Lorenzo Olarte
- Lilian Caro: Julia
- Alejandra Lorente: Tania Lucena